# Hammer Nao
Adolfo Pérez, actualmente conocido como la bestia del sur, es un boxeador peso wélter afiliados al Gimnasio black box. Antes de su debut, fue miembro del Gimnasio de Boxeo guantes de hierro.

## Acerca del lobo
Adolfo Pérez (también conocido como la bestia del sur) fue el único aprendiz del infame boxeador  Marcos (el oso) García. Él se convirtió en un boxeador estilista por un tiempo antes de pasar a fajador, pero siguió con la esperanza de boxeo para superar su entrenador. 
Antes de abandonar el boxeo Adolfo (la bestia del Sur) Pérez consiguió varios logros entre ellos:
Campeón peso gallo 
2 veces campeón peso wélter 
Primer tricampeón en tres categorías diferentes 
Primer semiprofesional en quedar invicto. 
Después de su retiro obligatorio de dos años, regresó a black box únicamente para ser parte de la invasión al gimnasio Wolf, con un carácter muy cambiado, sin limitación en la fuerza de sus golpes y vasta experiencia en otras disciplinas que le dieron su último y más breve apodo (lobo blanco).

## Técnicas
- Estilo Peek-a-Boo
- Operación Tortuga
- white fang
- golpe de gasela
- rompe corazones

## Peleas
- Makunouchi Ippo KO 2(10), 2:42 1994-08-20 Tokio, Japón	"Prueba de Poder"